# ألعاب القوى لذوي الإعاقة في دورة ألعاب لوسوفونيا
تُقام بطولة ألعاب القوى لذوي الإعاقة منذ عام 2009. في دورة الألعاب اللوسوفونية 2009 شملت فعالية استعراضية، وهي سباق 1500 متر على الكرسي المتحرك للرجال، لذا لم يُحتسب بطلها في الترتيب النهائي للميداليات في تلك الدورة.

## الفائزون في مسابقات الرجال

### 400 متر
- 2009:  أنغولا كانديدو كانديدو

### 1500 متر على الكرسي المتحرك (فعالية استعراضية)
- 2009:  الرأس الأخضر فرانسيسكو بينا

## الفائزون في مسابقات السيدات

### 400 متر
- 2009:  أنغولاماريا سيليست مانويل